# NGC 819
NGC 819 je galaxie v souhvězdí Trojúhelníku. Její zdánlivá jasnost je 13,4m a úhlová velikost 0,6′ × 0,4′. Je vzdálená 299 milionů světelných let, průměr má 50 000 světelných let. Galaxii objevil 20. srpna 1865 Heinrich d'Arrest, později galaxii nezávisle pozoroval 15. září 1871 Édouard Stephan.